# Ryszard Piec
Ryszard Leon Piec (appelé aussi Richard Leon Pietz) (né le 17 août 1913 à Lipiny, quartier de Schwientochlowitz dans l'empire allemand et mort le 27 janvier 1979 à Świętochłowice en Pologne) était un joueur silésien de football, international polonais.

## Biographie
Piec passe toute sa vie dans sa ville natale, dans le quartier de Lipiny à Świętochłowice, en Haute-Silésie. Il joue durant toute sa carrière au Naprzód Lipiny, équipe qui n'arrivera jamais à passer le seuil de la 1re division. De 1935 à 1939, il joue avec l'équipe de Pologne de football pendant 21 matchs, inscrivant 4 buts. 
Son premier match est en 1935 contre la Yougoslavie. 
Il participe aux Jeux olympiques d'été de 1936 de Berlin, où la Pologne finit 4e après avoir perdu 2-3 contre la Norvège. Durant ces jeux, il joue les trois matchs, une qualification contre la Hongrie (3-0), un quart-de-finale contre la Grande-Bretagne (5-4 où il inscrit un but) et une demi-finale contre l'Autriche (1-3).
Il est surtout connu pour avoir participé au match légendaire contre le Brésil, défaite 5-6 en huitième de finale de la coupe du monde 1938 le 5 juin 1938 à Strasbourg.
Durant la Seconde Guerre mondiale, les troupes allemandes occupent la Silésie. Pour participer aux compétitions sportives, le club de Piec, le Naprzód Lipiny, doit changer son nom en Turn und Sport (TUS) Lipine. Ryszard (connu alors sous le nom de Richard Pietz) et son frère Wilhelm Piec sont les deux stars de l'équipe.
Lors de la saison de la coupe d'Allemagne 1941-42, TUS Lipine et ses frères Piec font sensation. Au 3e tour, les Silésiens battent l'Adler Deblin 4-1, puis le Blau-Weiss 90 4-1 à Berlin au 4e tour. Mais en demi-finale, ils sont battus par une équipe professionnelle bien trop forte pour eux, le TSV Munich 1860 qui s'impose face au TUS 6-0.  
Après la guerre, Piec continue sa carrière au Naprzód Lipiny jusqu'en 1951.
Il devient ensuite entraîneur.